# Sava Grujić
Sava Grujić, in serbo Сава Грујић (Kolari, 25 novembre 1840 – 3 novembre 1913), è stato un militare e politico serbo, esponente del Partito radicale. Ha ricoperto per cinque volte la carica di primo ministro del Regno di Serbia: dal 1º gennaio al 27 aprile 1888; dal 7 marzo 1889 dal 23 febbraio 1891; dal 5 dicembre 1893 al 24 gennaio 1894; dal 4 ottobre 1903 al 10 dicembre 1904 e, infine, dal 7 marzo al 29 aprile 1906.

## Biografia
Nato a Kolari, una località del distretto di Smederevo da una famiglia molto umile, poté proseguire gli studi grazie all'aiuto di alcuni amici e del parroco della città.
Grujić entra nell'Accademia militare serba nel 1856 e termina gli studi cinque anni dopo con il grado di secondo luogotenente di artiglieria. Nel 1861 viene inviato in Prussia per seguire un corso di specializzazione alla Preußische Kriegsakademie.
Nel 1863 in Prussia scoppiarono una serie di sommosse da parte delle popolazioni di etnia polacca che reclamavano l'indipendenza. Grujić lascia Berlino e si unisce ai rivoltosi ma dopo il fallimento dei moti indipendentisti è costretto a tornare a Belgrado.
Nel 1864 Grujić entra nella 23ª brigata di artiglieria dell'esercito russo. L'anno successivo si iscrive all'Accademia di artiglieria Mikhailovsky e trascorre due anni all'arsenale di San Pietroburgo.
Nel 1870 torna in Serbia. Qui scrive un articolo criticando duramente l'allora Ministro della Guerra e per il quale viene cacciato dall'esercito (per poi essere reintegrato qualche mese dopo).

## Le guerre serbo-turche
Nel luglio 1875 i contadini cristiani della Erzegovina si ribellarono contro i latifondisti musulmani e il dominio ottomano. L'insurrezione, sostenuta dalla Serbia (che allora era un Regno autonomo sotto la sovranità dell'Impero ottomano) e dal Montenegro, si diffuse presto anche in Bosnia.
Il 30 giugno 1876 la Serbia, seguita dal Montenegro, dichiarò guerra all'Impero ottomano. Grujić prese parte al conflitto e venne promosso colonnello.
Dopo la fine della guerra Grujić viene nominato Ministro della Guerra e promuove una grande riforma dell'esercito serbo.

## La carriera diplomatica
A seguito del Congresso di Berlino del 1878 l'indipendenza della Serbia venne riconosciuta internazionalmente e Grujić venne inviato come ambasciatore prima a Sofia (1879- 1882), poi ad Atene (dal 1882 al 1884) e in seguito a San Pietroburgo (1885-1887).
Nel 1887 Grujić viene promosso generale e torna a ricoprire la carica di Ministro della Guerra (rinominato Ministro delle Forze Armate).

## La carriera politica
Tornato in patria Grujić aderisce al partito radicale che, influenzato dalle idee liberali e nazionaliste, proponeva una modernizzazione del Paese tramite una riforma della costituzione che garantisse la libertà di stampa, l'indipendenza della magistratura e l'auto-governo locale.

## Primo Ministro
Nel 1888 Grujić diventa per la prima primo ministro e come primo atto promulga una nuova costituzione. Seguiranno negli anni successivi molti altri incarichi di primo piano, oltre a quello di capo del governo (che ricoprirà in tutto cinque volte), tra cui quello di Ministro della Difesa (16 marzo 1890 - 11 febbraio 1891), Ministro degli Esteri e Presidente del Consiglio di Stato.
Nel 1910 Grujić, ormai anziano, si ritira dalla vita politica. Muore pochi anni dopo
In 1906 he retired from active political life but remained President of the State Council, In 1910 he retired from all activities.

## Vita personale
La prima moglie di Sava Grujić (con la quale si sposò nel 1867), dalla quale ebbe una figlia Angelina, morì in giovane età.
In seconde nozze Grujić sposò Milica Radovenović dalla quale ebbe quattro figli.